# S-Bahn van Bern
De S-Bahn Bern (Frans: RER Berne) vervoert dagelijks ruim 100.000 passagiers in de regio Bern. Vanaf 1995 werd begonnen de regionale treinen als S-Bahn aan te duiden, maar reeds in 1974 nam de metersporige RBS het S-Bahn-concept in gebruik voor haar lijnen rond Bern. In 1987 kwamen de regionale treinen op de Durchmesserlinie van Thun naar Laupen en Fribourg bij dit concept. In 1995 kwam de tweede Durchmesserlinie (S2: Schwarzenburg–Trubschachen) daarbij. De volgende ontwikkeling was in 1997 de Durchmesserlinie S3 Biel−Belp en de S4/S44 Bern Bümpliz Nord−Burgdorf. Bovendien werden de regionale treinen van de resterende spoorlijnen omgenummerd in S33, S5, S51 en S55. Sinds de wijziging van de dienstregeling van december 2004 worden de lijnen van de RBS aangemerkt als S7, S8 en S9.

## Lijnen S-Bahn Bern
De S-Bahn Bern bestaat uit de volgende 13 lijnen:
| Serie   | Treinsoort        | Route                                                                                           | Bijzonderheden |
| ------- | ----------------- | ----------------------------------------------------------------------------------------------- | -------------- |
| S 1     | S-Bahn Bern (BLS) | Fribourg – Flamatt – Bern – Thun                                                                |                |
| S 2     | S-Bahn Bern (BLS) | Laupen – Flamatt – Bern – Konolfingen – Langnau im Emmental                                     |                |
| S 3     | S-Bahn Bern (BLS) | Biel/Bienne – Lyss – Zollikofen – Bern – Belp                                                   |                |
| S 31    | S-Bahn Bern (BLS) | Biel/Bienne – Lyss – Zollikofen – Bern – Belp                                                   |                |
| S 4     | S-Bahn Bern (BLS) | Thun – Belp – Bern – Burgdorf – Hasle-Rüegsau – Zollbrück – Langnau im Emmental                 |                |
| S 44    | S-Bahn Bern (BLS) | Thun – Belp – Bern – Burgdorf [– Aefligen – Solothurn ] / [– Hasle-Rüegsau – Sumiswald-Grünen ] |                |
| S 5     | S-Bahn Bern (BLS) | Bern – Bern Brünnen Westside – Kerzers [– Ins – Neuchâtel ] / [– Murten/Morat – Payerne ]       |                |
| S 51    | S-Bahn Bern (BLS) | Bern – Bern Brünnen Westside                                                                    |                |
| S 52    | S-Bahn Bern (BLS) | Bern – Bern Brünnen Westside – Kerzers – Ins                                                    |                |
| S 6     | S-Bahn Bern (BLS) | Bern – Niederscherli – Schwarzenburg                                                            |                |
| S7 (W)  | S-Bahn Bern (RBS) | Bern – Worblaufen – Worb Dorf                                                                   |                |
| S8 (SE) | S-Bahn Bern (RBS) | Bern – Worblaufen – Zollikofen – Schönbühl RBS – Jegenstorf (– Biberist RBS – Solothurn)        |                |
| S9 (Z)  | S-Bahn Bern (RBS) | Bern – Worblaufen – Unterzollikofen                                                             |                |

De S-Bahn Bern werd in opdracht van het kanton Bern en aangrenzende kantons, de Bundsrath uitgevoerd door:
- Schweizerischen Bundesbahnen (SBB) tot 12 december 2004
- Regionalverkehr Bern-Solothurn (RBS) sinds 1974
- Regionalverkehr Mittelland (RM) vanaf 12 december 2004 tot 27 juni 2006
- BLS AG (BLS) vanaf 12 december 2004

Op 12 december 2004 ruilden de Schweizerischen Bundesbahnen (SBB) de S-Bahn Bern met het lange afstandsvervoer van de BLS AG (BLS). Door deze ruil en de fusie op 27 juni 2006 met de Regionalverkehr Mittelland (RM) kreeg de BLS AG (BLS) bijna het gehele vervoer van de S-Bahn Bern in hun handen.